# نجلاء محمد الأمين
نجلاء محمد الأمين، ولدت في 1989 في السمارة، هي ناشطة صحراوية في مجال حقوق الإنسان ومعلمة تركز على حقوق النساء والقضايا البيئية. أسست مركز التوثيق "المسار" لدعم النساء والأطفال في مخيمات اللاجئين الصحراويين، حيث توعيهم بحقوقهم وتساعدهم في التكيف مع تغير المناخ. حصلت على تكريم من بي بي سي كواحدة من 100 امرأة الأكثر تأثيراً في 2023. درست في كلية مجتمع واتكوم في الولايات المتحدة وعملت كنائب رئيس جمعية الصحراء في الولايات المتحدة.

## سيرة شخصية
تعود أصول عائلة نجلاء محمد الأمين إلى المحبس، الصحراء الغربية، لكنها فرت من البلاد بعد اندلاع حرب الصحراء الغربية عام 1975 بين جبهة البوليساريو، التي كان العديد من أقاربها أعضاء فيها، وفي الجيش الملكي المغربي. وُلدت نجلاء ونشأت في السمارة، أكبر مخيمات اللاجئين الصحراويين في ولاية تندوف، الجزائر، وكانت واحدة من اثني عشر طفلاً.
درست نجلاء محمد الأمين في السمارة، لكنها اضطرت لترك المدرسة في سن 14 عندما مرضت والدتها. نشأت نجلاء وهي تتحدث العربية، كما تعلمت الإسبانية بسبب الوضع السابق للصحراء الغربية كمستعمرة إسبانية. عندما بلغت 17 عامًا، افتُتح مركز السلام لتعليم اللغة الإنجليزية في السمارة، مما جعلها تتقن الإنجليزية أيضًا. عملت نجلاء أحيانًا كمترجمة للوفود الناطقة بالإسبانية والإنجليزية التي تزور المخيمات.

## جوائز
في عام 2023، اختيرت نجلاء محمد الأمين من قبل هيئة الإذاعة البريطانية (بي بي سي) كواحدة من ضمن قائمة 100 امرأة الأكثر تأثيرًا، وذلك تقديرًا لنشاطها في حقوق النساء والحقوق البيئية.